# Mützingen
Mützingen ist ein Ortsteil der Gemeinde Zernien in der Samtgemeinde Elbtalaue, die zum niedersächsischen Landkreis Lüchow-Dannenberg gehört. Das Dorf liegt etwa fünf Kilometer südöstlich vom Kernbereich von Zernien.

## Geschichte
Die erste urkundliche Erwähnung fand der Ort im Jahr 1318 als Mutsinghe.
Am 1. Juli 1972 wurde Mützingen in die Gemeinde Zernien eingegliedert.